# Dexter High School, Míchigan
Dexter High School (DHS) es un instituto público ubicado en Dexter, Míchigan, que imparte enseñanzas de grado 9 hasta grado 12 y forma parte del distrito escolar Dexter Community Schools (español: Escuelas Comunitarias de Dexter). Actualmente, la directora del centro es Melanie Nowak, quien ostenta el puesto desde el 2021.
Junto con Lakeland Senior High School (Lakeland, Florida), Dexter High School es uno de los dos únicos institutos del país con un dreadnaught (español: acorazado) como mascota.

## Historia
Originalmente, Dexter High School se encontraba en el 2615 Baker Road, en el edificio de lo que ahora es Creekside Intermediate School. Sin embargo, cuando el número de estudiantes comenzó a aumentar, un nuevo edificio ubicado en el 2200 North Parker Road se construyó en 2002. Desde entonces, su ubicación no ha vuelto a cambiar.

## Oferta educativa
Dexter High School ofrece diez asignaturas de Advanced Placement (AP) (español: nivel avanzado) diferentes. Las cuales son: Biología, Cálculo, Química, Macroeconomía y Microeconomía, Lengua Inglesa, Literatura Inglesa, Gobierno, Física, Estadística e Historia de los Estados Unidos.
En 2011, el instituto consiguió la acreditación para formar parte del Programa del Diploma del Bachillerato Internacional y, hoy en día, cuenta con más de 10 asignaturas IB a disposición de aquellos alumnos que opten por cursar dicho programa. Su oferta de estudios IB incluye las asignaturas de: Biología, Gestión Empresarial, Química, Inglés, Estudios Cinematográficos, Francés, Estudios Matemáticos, Matemáticas, Física, Psicología, Español, Educación Física y Ciencias de la Salud, Teatro, Teoría del Conocimiento, y Religiones del mundo.
Además, DHS ofrece los siguientes programas de música: banda, coro, y orquesta.

## Actividades extracurriculares

### Deportes

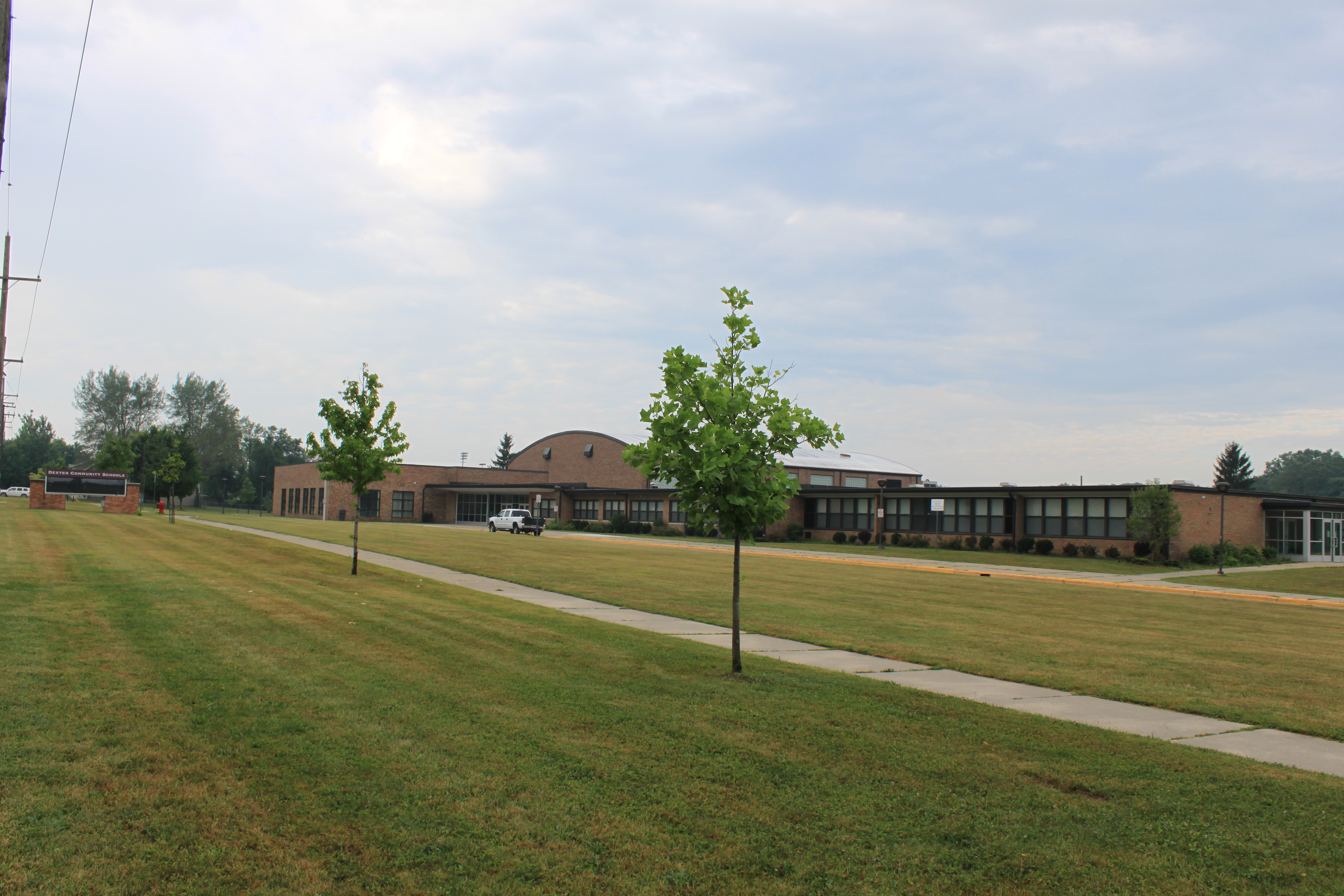
Creekside Intermediate, antiguo edificio del instituto

Los Dexter Dreadnaughts compiten en la Michigan High School Athletic Association Southeastern Conference (MHSAA SEC) (español: Conferencia del Sureste de la Asociación Deportiva de Institutos de Míchigan). Dexter ofrece los siguientes deportes homologados por la Michigan High School Athletic Association (MHSAA) (español: Asociación Deportiva de Institutos de Míchigan) divididos en tres bloques:
| Otoño | Invierno                                                                                              | Primavera |
| --- | --- | --- |
| - Fútbol masculino - Tenis masculino - Waterpolo masculino - Campo a través - Equitación - Animación - Hockey sobre césped - Fútbol americano - Golf femenino - Natación femenina - Voleibol | - Baloncesto masculino y femenino - Natación masculina - Hockey sobre hielo - Animación - Lucha libre | - Béisbol masculino - Golf masculino - Lacrosse masculino y femenino - Fútbol femenino - Softbol femenino - Tenis femenino - Atletismo - Waterpolo femenino |

### Clubes escolares
El instituto cuenta con más de 30 clubes escolares a disposición de sus alumnos, entre los que se encuentran:
- Anime Club
- Book Club
- Debate & Forensics Club
- Drama & Improv Club - Dexter Drama Club
- Interact club
- Key Club
- Ocean Bowl
- One Club
- Robotics Club - Dexter Dreadbots
- Science Bowl/Science Olympiad
- SNAP - Students Need Accepting Peers (español: los Estudiantes Necesitan Aceptar a sus Compañeros)
- SPACE - Student Produced Artistic Collaborative Events (español: Eventos de Colaboración Artística Producidos por Estudiantes)
- Student Council
- Women In Science
- World Cultures Club